# NGC 7723
NGC 7723 (również PGC 72009) – galaktyka spiralna z poprzeczką (SBb), znajdująca się w gwiazdozbiorze Wodnika. Odkrył ją William Herschel 27 listopada 1785 roku.
W galaktyce tej zaobserwowano supernową SN 1975N.